# Scott Millan
Scott Alexander Millan (Los Ángeles, 1954) es un mezclador, editor de sonido y diseñador de sonido de Nueva York, ganador del Premio Oscar  Conocido por su trabajo en películas de directores como Sam Mendes, Tate Taylor, Oliver Stone, Frank Marshall, así como en los primeros trabajos de Judd Apatow, los Hermanos Farrelly. Millan ha ganado cuatro Premios Óscar al mejor sonido.

## Biografía
Millan nació en Los Ángeles y estudió en el Grant High School en Valley Glen. Su padre Art Millan y su madre Lynn era actores en la década de los 50. Está casado con Deborah com quien tiene dos hijos: la actriz Ashley Nicole Millan y Brandon Millan.
En febrero de 2012, Millan fue galardonado por la Cinema Audio Society Awards a toda una carrera.

## Premios y nominaciones
Premios Óscar
| Año  | Categoría               | Película               | Resultado |
| ---- | ----------------------- | ---------------------- | --------- |
| 1994 | Mejor sonido            | La lista de Schindler  | Nominado  |
| 1996 | Mejor sonido            | Braveheart             | Nominado  |
| 1996 | Mejor sonido            | Apollo 13              | Nominado  |
| 2001 | Mejor sonido            | Gladiator              | Ganador   |
| 2003 | Mejor sonido            | Road to Perdition      | Nominado  |
| 2005 | Mejor edición de sonido | Ray                    | Ganador   |
| 2008 | Mejor edición de sonido | El ultimátum de Bourne | Ganador   |
| 2011 | Mejor edición de sonido | Salt                   | Nominado  |
| 2013 | Mejor edición de sonido | Skyfall                | Nominado  |

Premios BAFTA
| Año  | Categoría    | Película               | Resultado |
| ---- | ------------ | ---------------------- | --------- |
| 1993 | Mejor sonido | Schindler's List       | Nominado  |
| 1995 | Mejor sonido | Braveheart             | Ganador   |
| 1995 | Mejor sonido | Apolo 13               | Nominado  |
| 1999 | Mejor sonido | American Beauty        | Nominado  |
| 2000 | Mejor sonido | Gladiator              | Nominado  |
| 2004 | Mejor sonido | Ray                    | Ganador   |
| 2007 | Mejor sonido | El ultimátum de Bourne | Ganador   |
| 2012 | Mejor sonido | Skyfall                | Nominado  |
| 2019 | Mejor sonido | 1917                   | Ganador   |

Premios Emmy
| Año  | Categoría                           | Trabajo                                              | Resultado |
| ---- | ----------------------------------- | ---------------------------------------------------- | --------- |
| 1989 | Mejor sonido para serie dramática   | Mission: Impossible (Episode: "Spy")                 | Nominado  |
| 1989 | Mejor sonido para serie dramática   | Thirtysomething (Episodio: "Michael Writes a Story") | Nominado  |
| 1990 | Mejor sonido para serie o miniserie | Challenger                                           | Nominado  |
| 1990 | Mejor sonido para serie o miniserie | The Kennedys of Massachusetts: Part 1                | Nominado  |
| 1991 | Mejor sonido para serie o miniserie | Ironclads                                            | Nominado  |
| 1992 | Mejor sonido para serie o miniserie | Stalin                                               | Ganador   |
| 1998 | Mejor sonido para serie o miniserie | From the Earth to the Moon                           | Nominado  |

Premios Daytime Emmy
| Año  | Categoría                           | Trabajo                    | Resultado |
| ---- | ----------------------------------- | -------------------------- | --------- |
| 1985 | Equipo técnico para serie dramática | The Young and the Restless | Ganador   |
| 1986 | Mejor sonido para serie dramática   | The Young and the Restless | Ganador   |
| 1987 | Mejor sonido para serie dramática   | The Young and the Restless | Ganador   |
| 1988 | Mejor sonido para serie dramática   | The Young and the Restless | Ganador   |
| 1989 | Mejor sonido para serie dramática   | The Young and the Restless | Ganador   |

Cinema Audio Society Awards
| Año  | Categoría                  | Trabajo                | Resultado |
| ---- | -------------------------- | ---------------------- | --------- |
| 1993 | Mejor sonido               | Schindler's List       | Nominado  |
| 1995 | Mejor sonido               | Braveheart             | Ganador   |
| 1995 | Mejor sonido               | Apolo 13               | Nominado  |
| 1999 | Mejor sonido               | American Beauty        | Nominado  |
| 2000 | Mejor sonido               | Gladiator              | Nominado  |
| 2002 | Mejor sonido               | Camino a la perdición  | Ganador   |
| 2004 | Mejor sonido               | Ray                    | Nominado  |
| 2004 | Mejor sonido               | El mito de Bourne      | Nominado  |
| 2007 | Mejor sonido               | El ultimátum de Bourne | Ganador   |
| 2011 | Premio a toda una carrera  |                        | Nominado  |
| 2012 | Mejor sonido para película | Skyfall                | Nominado  |

Satellite Awards
| Año  | Categoría    | Trabajo                         | Resultado | Referencias |
| ---- | ------------ | ------------------------------- | --------- | ----------- |
| 2007 | Mejor sonido | El ultimátum de Bourne          | Ganador   | [ 15 ]      |
| 2014 | Mejor sonido | Transformers: Age of Extinction | Nominado  | [ 16 ]      |
| 2015 | Mejor sonido | Spectre                         | Nominado  | [ 17 ]      |
| 2019 | Mejor sonido | 1917                            | Nominado  | [ 18 ]      |